# Nikolaj Øris Nielsen
Nikolaj Øris Nielsen (Bjerringbro, Danska, 26. ožujka 1986.) je danski rukometaš i nacionalni reprezentativac. Igra na poziciji desnog vanjskog te je trenutno član domaćeg Silkeborga s kojim je 2016. osvojio dansko prvenstvo.
Rukomet je počeo trenirati u dobi od pet godina te je najmlađi od trojice braće (također rukometaša) Madsa i Mikkela.
Od većih reprezentativnih uspjeha izdvaja se osvajanje svjetskog naslova 2019. gdje je Danska bila jedan od suorganizatora.

## Vanjske poveznice
- Profil rukometaša na službenim EHF-ovim stranicama